# Ludmila Müllerová
Ludmila Müllerová, née le 27 septembre 1954 à Lanškroun, est une femme politique et économiste tchèque, membre du mouvement TOP 09.